# Raucourt-et-Flaba
Raucourt-et-Flaba is een gemeente in het Franse departement Ardennes in de regio Grand Est en telt 826 inwoners (2018). De gemeente maakt deel uit van het arrondissement Sedan.

## Geschiedenis
De gemeente is in 1828 ontstaan door het samenvoegen van de voormalige gemeenten Flaba en Raucourt. Raucourt-et-Flaba was de hoofdplaats van het gelijknamige kanton tot dit op 22 maart werd opgeheven en gemeenten werden opgenomen in het kanton Vouziers.

## Geografie
De oppervlakte van Raucourt-et-Flaba bedraagt 22,0 km², de bevolkingsdichtheid is 41,2 inwoners per km².
De onderstaande kaart toont de ligging van Raucourt-et-Flaba met de belangrijkste infrastructuur en aangrenzende gemeenten.

## Demografie
Onderstaande figuur toont het verloop van het inwonertal (bron: INSEE-tellingen).
Vanwege een beveiligingsprobleem met de MediaWiki Graph-software is het momenteel niet mogelijk deze grafiek weer te geven. Zodra de software is bijgewerkt zal de grafiek vanzelf weer zichtbaar worden.